# Fruta Conquerors Football Club
El Fruta Conquerors es un equipo de fútbol de Guyana que juega en la GFF Elite League, la liga más importante del país.

## Historia
Fue fundado en Georgetown en 1982 con el nombre Conquerors FC, el cual usaron hasta el inicio de los años 2000 cuando lo cambiaron por el nombre actual tras firmar una parcería con la empresa Guyana Beverages Inc.. Han sido campeones de liga en 1 ocasión y también han ganado seis títulos de copa local, aunque se alejaron de la máxima categoría desde la temporada 2001/02 cuando se canceló y renunciaron a la liga.
En 2016 son uno de los equipos fundadores de la GFF Elite League, la nueva primera división nacional, de la que salieron campeones en la temporada 2017/18 por primera ocasión.
A nivel internacional han participado en dos torneos continentales, en los cuales nunca han podido superar la primera ronda.

## Palmarés
- GFF Elite League: 2

2017/18, 2019
- GFA League First Division: 1

2000/01
- Liga Regional de Georgetown: 1

2011
- Kashif & Shanghai Knockout Tournament: 2

2002/03, 2004/05
- - Finalista: 1

1999/2000
- Copa Mayors: 3

1999/2000, 2000/01, 2005/06
- - Finalista: 4

2003/04, 2006/07, 2007/08, 2011
- Sweet 16 Knock-out Competition: 1

2003
- - Finalista: 1

2011
- GFA Banks Beer Knockout Tournament: 0
  - Finalista: 1

2011/12

## Participación en competiciones de la Concacaf
| Temporada | Torneo                         | Ronda | Club                  | Casa  | Visita | Global |
| --------- | ------------------------------ | ----- | --------------------- | ----- | ------ | ------ |
| 2001      | Campeonato de Clubes de la CFU | 1     | W Connection          | 2-1   | 0-8    | 2-9    |
| 2006      | Campeonato de Clubes de la CFU | 1     | W Connection          | w.o.1 | w.o.1  | w.o.1  |
| 2006      | Campeonato de Clubes de la CFU | 1     | Puerto Rico Islanders | w.o.1 | w.o.1  | w.o.1  |
| 2006      | Campeonato de Clubes de la CFU | 1     | Hoppers FC            | w.o.1 | w.o.1  | w.o.1  |

1- Fruta Conquerors abandonó el torneo.

## Gerencia
- Presidente:  Colin Gittens[3]
- Vicepresidente:
- Secretario:  Daniel Thomas[8]
- Tesorero:
- Asistente Secretario/Tesorero:
- Coordenador técnico:  Nzinga Maxwell[9]

## Jugadores

### Jugadores destacados
- Eon Alleyne[10]
- Colin Edwards[11]
- Neil Hernandez[12]
- Vurlon Mills[13]
- Pernell Schultz[14]